# On the Backs of Angels
 (août 2012).
Si vous disposez d'ouvrages ou d'articles de référence ou si vous connaissez des sites web de qualité traitant du thème abordé ici, merci de compléter l'article en donnant les références utiles à sa vérifiabilité et en les liant à la section « Notes et références ».
Singles de Dream Theater
Wither
(2009) The Enemy Inside
(2013)
Pistes de A Dramatic Turn of Events
Build Me Up, Break Me Down
(2)
On The Backs of Angels est une chanson issue de l'album du groupe américain de metal progressif, Dream Theater : A Dramatic Turn of Events. La chanson a été composée par le guitariste, parolier et producteur John Petrucci, le bassiste John Myung et le pianiste Jordan Rudess. Les paroles sont signées Petrucci.
On The Backs of Angels est le premier single de cet album, sorti via YouTube le 29 juin 2011. Un clip accompagne la chanson et est sorti le 14 septembre 2011. Cette chanson marque la nomination pour la première fois du groupe aux Grammy Awards dans la catégorie Meilleure Chanson Hard-Rock/Metal (mais le prix reviendra aux Foo Fighters et leur chanson White Limo).
Au travers de cette chanson, le groupe a voulu apposer sa signature sonore avec de nombreux changements rythmiques, une durée de 8:43, une alternance entre sonorités claires, cristallines et metal et surtout faire ressortir son côté progressif. Au milieu de la chanson, il y a un pont pendant lequel Jordan Rudess pose une improvisation au piano en solo.
Cette chanson a été choisie comme ouverture à l'album car elle traduit bien les tendances du groupe. C'est également par celle-ci que Mike Mangini a commencé à enregistrer ses parties batteries avec le groupe qu'il venait de rejoindre.
Les textes parlent notamment de la cupidité dont font preuve certains gouvernements (dans ce cas les États-Unis), de la crise économique, du pouvoir croissant des multinationales mais aussi des guerres et notamment celle en Irak.

## Personnel
- James LaBrie - chant
- John Myung - basse
- John Petrucci - guitare et chœurs
- Mike Mangini - batterie
- Jordan Rudess - claviers